# Escut de Pacs del Penedès

Escut oficial de Pacs del Penedès

L'escut oficial de Pacs del Penedès té el següent blasonament:
Escut caironat: d'argent, una ploma d'ocell per a escriure de sable i una palma de gules passades en sautor enfilant una corona de llorer de sinople; el peu d'or, 4 pals de gules. Per timbre una corona mural de poble.

## Història
Va ser aprovat el 15 de març de 1984 i publicat al DOGC el 23 de maig del mateix any amb el número 436.
S'hi veuen els atributs de sant Genís, patró del poble: una corona de llorer i una palma com a símbols del martiri, i una ploma d'ocell en al·lusió a la seva condició de notari. Els quatre pals de Catalunya recorden que Pacs fou una batllia reial.